# Palnatoke
Palnatoke, egentlig Tóki søn af Pálnir, var en sagnhelt fra Fyn, der omtales hos Saxo Grammaticus og i den islandske Jomsvikingernes saga. I henhold til sidstnævnte var Palnatoke den, der grundlagde Jomsborg og skabte stedets lovværk. Ifølge Jomsvikingernes saga var han søn af Palner Tokesen og dennes hustru Ingeborg, en datter af Ottar Jarl. Muligvis er Palnatoke en historisk person, som har fået tilføjet en række vandresagn.
Palnatoke var vistnok et kælenavn for Toke Pallesen (staves også Toke Palnesen), en anden mulighed er "Den Polske Toke"[kilde mangler]. Navnet er i hvert fald ikke et normalt nordisk navn.

## Harald Blåtands banemand?
Ifølge en sen overlevering var han Harald Blåtands banemand og skal have såret ham dødeligt med et pileskud i bagdelen. Kong Harald stod bøjet, så pilen kom ud af munden på ham. 
Jomsvikingernes saga fortæller, at Palnatoke opfostrede Harald Blåtands søn Svend Tveskæg. Idet Palnatoke ifølge sagaen skulle have været en ivrig tilhænger af den gamle norrøne tro, modsatte han sig stærkt indførelsen af kristendommen, som Harald Blåtand tillod og stod for. Palnatoke kan have været mægtig nok til at trodse kong Harald og nægte at lade sig døbe. En anden grund skal være, at Palnatoke var dattersøn af den svenske jarl i Gøtaland, Ottar, som blev dræbt, da Harald Blåtand indtog Gøtaland. Af den grund skal Palnatoke have støttet sin fostersøn Svend i hans oprør mod sin far, kongen.
Snorre Sturlasson fortæller i Heimskringla:
"Svend, søn af kong Harald, som senere blev kaldt Tveskæg, stillede sin far kong Harald krav om et rige; men det gik da som tidligere, at kong Harald ville ikke dele Danevældet i to og ville ikke give ham noget rige. Da skaffede Svend hærskibe og sagde, at han ville i viking. Men da hele hans flåde var kommet, og dertil Palnatoke af jomsvikingerne for at hjælpe ham, sejlede Svend til Sjælland og ind i Isefjorden. Der lå kong Harald, hans far, med sine skibe, han skulle ud i leding. Svend lagde til strid med ham, det kom til et stort slag; folk gik over til kong Harald, så Svend kom til at kæmpe mod overmagt, og så flygtede han. Kong Harald fik sår der og døde af dem. Derefter blev Svend taget til konge over Danmark."
Saxo fortæller, at Palnatoke blev tvunget af Harald Blåtand til at skyde et æble af hovedet på sin søn (en historie, der også optræder i Wilhelm Tell-sagnet omkring 450 år senere) og stå på ski ned ad Kullen i Skåne. Den islandske historiker Thormod Torfæus indsamlede materiale om Heming den Unge, mesterskiløberen fra Torgar i Nordnorge på 1000-tallet, der på samme vis blev sagt at være tvunget af kong Harald Hårderåde til at skyde en valnød af hovedet på sin bror.